# Джиртдан (мультфильм)
«Джиртдан» (азерб. Cırtdan) — азербайджанский мультфильм, созданный Эльчином Эффендиевым на студии «Азербайджанфильм» в 1969 году. Первый азербайджанский мультипликационный фильм.

## Сюжет
По мотивам одноименной азербайджанской сказки.

## Создатели
- Сценарист: Алла Ахундова
- Режиссер: Эльчин Эффендиев
- Художник: Эльшан Асланов
- Оператор: Александр Милов
- Композитор: Октай Зульфугаров
- Мультипликаторы: Бахман Алиев, Лев Жданов, Назим Мамедов